# Knjaževac
Knjaževac (en serbe cyrillique : Књажевац) est une ville et une municipalité de Serbie situées dans le district de Zaječar.
Au recensement de 2011, la ville comptait 18 089 habitants et la municipalité dont elle est le centre en comptait 30 902.
Situé dans la région du Timok, Knjaževac était connue dans l’Antiquité sous le nom de Timacum Majus ; plus tard, la ville porta le nom de Gurgusovac.
À 7 km au sud de la ville, on peut visiter le pittoresque village de Žlne.

## Géographie
Par sa superficie de 1 202 km2, la municipalité de Knjaževac est la quatrième municipalité de Serbie. Elle présente un relief de collines et de montagnes. Le point culminant de la région est le mont Midžor, situé dans le massif de la Stara Planina, connu aussi sous le nom de Grand Balkan. Avec une hauteur de 2 169 m, ce sommet est le plus élevé de la république de Serbie. Le point le plus bas de la municipalité se situe à 176 m, dans la vallée de Knjaževac. La ville elle-même est située au confluent du Trgoviški Timok et du Svrljiški Timok, qui, ensemble, forment le Beli Timok ; la rivière coule ensuite en direction de Zaječar et, unie au Crni Timok, forme le Timok proprement dit. C'est le Timok qui donne son nom à la région de la Timočka Krajina, où se situe la ville.

### Climat
Knjaževac et ses environs jouissent d'un climat continental tempéré. Le mois le plus chaud est le mois de juillet, avec une température moyenne de 21,3 °C ; le mois le plus froid est janvier, avec une température moyenne de −0,8 °C. Le taux de précipitations annuel est, en moyenne, de 590,8 mm. Chaque année, la ville bénéficie de 306 jours d'ensoleillement et connaît 30 jours d'enneigement.

## Histoire
La région de Knjaževac est habitée depuis la Préhistoire. Des vestiges d'occupation humaine datant de cette époque ont été mis au jour, notamment, à Baranica, Škodrino Polje et Dubrava ; un dessin préhistorique, représentant un cavalier, a été retrouvé à Gabrovnica.
À l'époque romaine, selon Pline le Jeune (IIe siècle av. J.-C.), cette région appartenait à la province de Mésie, habitée principalement par des peuples thraces et dardaniens ; ces populations, mêlées par la suite à des populations slaves, formèrent le peuple connu sous le nom de Putuklije. Le fort de Timacum Minus était situé à proximité de l'actuel village de Ravna. Les archéologues ont également mis au jour les vestiges d'une autre cité romaine, appelée Timacum Maius au centre de l'actuelle ville de Knjaževac.
Les cités de Ravna et Koželj, ainsi que les églises de Donja Kamenica et Gornja Kamenica, construites au XVe siècle, témoignent de l'importance de la région au Moyen Âge. C'est également de cette époque que date la première mention de la ville de Gurgusovac, l'actuelle Knjaževac.
La ville passa ensuite, comme le reste de la Serbie, entre les mains des Ottomans. Un document remontant au XVIIIe siècle décrit la ville de Gurgusovac comme une forteresse dotée d'un canon ; la localité possédait alors 46 foyers turcs et 120 foyers chrétiens.
Gurgusovac fut libérée des Turcs en 1833. La Gurgusovačka kula, la « tour de Gurgusovac », connue aussi sous le nom de « bastion serbe », qui avait servi de prison pour les prisonniers politiques pendant la domination ottomane, fut détruite sur l'ordre du prince Miloš Obrenović. En 1859, en l'honneur de cet événement, les citoyens de Gurgusovac changèrent le nom de leur ville en celui de Knjaževac, « la ville du prince ». Par la suite, Knjaževac connut un développement important : elle fut une des premières villes de Serbie à construire un hôpital et une bibliothèque publique. Sa position sur la ligne de chemin de fer Niš-Prahovo, construite avant la Première Guerre mondiale, accéléra encore ce développement.

## Localités de la municipalité de Knjaževac

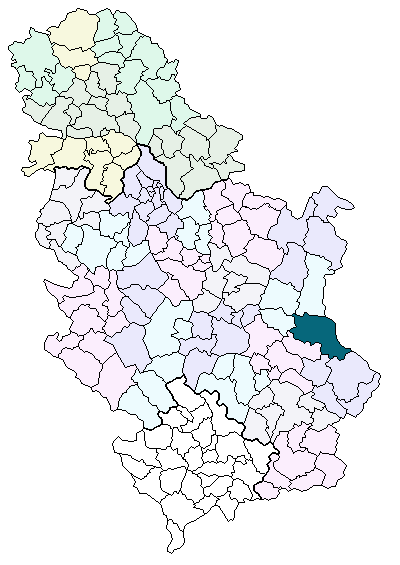
Localisation de la municipalité de Knjaževac en Serbie

La municipalité de Knjaževac compte 86 localités :
| - Aldina Reka - Aldinac - Balanovac - Balinac - Balta Berilovac - Banjski Orešac - Beli Potok - Berčinovac - Božinovac - Bulinovac - Bučje - Valevac - Vasilj - Vidovac - Vina | - Vitkovac - Vlaško Polje - Vrtovac - Gabrovnica - Glogovac - Gornja Kamenica - Gornja Sokolovica - Gornje Zuniče - Gradište - Grezna - Debelica - Dejanovac - Donja Kamenica - Donja Sokolovica - Donje Zuniče | - Drvnik - Drenovac - Drečinovac - Žlne - Žukovac - Zorunovac - Zubetinac - Inovo - Jakovac - Jalovik Izvor - Janja - Jelašnica - Kaličina - Kalna - Kandalica | - Knjaževac - Koželj - Krenta - Lepena - Lokva - Manjinac - Miljkovac - Minićevo (Kraljevo Selo) - Mučibaba - Novo Korito - Orešac - Ošljane - Papratna - Petruša - Podvis | - Ponor - Potrkanje - Pričevac - Ravna - Ravno Bučje - Radičevac - Rgošte - Repušnica - Svrljiška Topla - Skrobnica - Slatina - Stanjinac - Staro Korito - Stogazovac - Tatrasnica | - Trgovište - Trnovac - Ćuštica - Crvenje - Crni Vrh - Šarbanovac - Šesti Gabar - Štipina - Štitarac - Štrbac - Šuman Topla |

Knjaževac est officiellement classée parmi les « localités urbaines » (en serbe : градско насеље et gradsko naselje) ; toutes les autres localités sont considérées comme des « villages » (село/selo).

## Démographie

### Ville

#### Évolution historique de la population dans la ville
| 1948  | 1953  | 1961  | 1971   | 1981   | 1991   | 2002   | 2011   |
| ----- | ----- | ----- | ------ | ------ | ------ | ------ | ------ |
| 4 862 | 5 906 | 7 448 | 11 249 | 16 665 | 19 705 | 19 351 | 18 089 |

## Politique

### Élections locales de 2004
À la suite des élections locales serbes de 2004, les sièges de l'assemblée municipale de Knjaževac se répartissaient de la manière suivante :
| Parti                                                          | Sièges |
| -------------------------------------------------------------- | ------ |
| Parti démocratique                                             | 8      |
| Parti socialiste de Serbie                                     | 8      |
| Parti démocratique de Serbie                                   | 6      |
| Parti radical serbe                                            | 6      |
| G17 Plus                                                       | 4      |
| Liste « Défense des intérêts de la municipalité de Knjaževac » | 3      |
| Mouvement Force de la Serbie                                   | 3      |
| Nouvelle Serbie                                                | 2      |

### Élections locales de 2008
À la suite des élections locales serbes de 2008, les 38 sièges de l'assemblée municipale de Knjaževac se répartissaient de la manière suivante :
| Parti                                                                         | Sièges |
| ----------------------------------------------------------------------------- | ------ |
| Liste « Napred Srbijo »                                                       | 11     |
| Mouvement « Je vis à Knjaževac »                                              | 11     |
| Liste « Pour la municipalité de Knjaževac » - Parti démocratie - G17 Plus     | 7      |
| Parti socialiste de Serbie - Parti des retraités unis de Serbie - Serbie unie | 5      |
| Parti démocratique de Serbie                                                  | 3      |
| Parti libéral-démocrate                                                       | 2      |

Mladen Radosavljević, membre de la coalition politique Pour une Serbie européenne soutenue par le président Boris Tadić, a été élu président (maire) de la municipalité.

### Élections locales de 2012
À la suite des élections locales serbes de 2012, les 38 sièges de l'assemblée municipale de Knjaževac se répartissaient de la manière suivante :
| Parti                                                           | Sièges |
| --------------------------------------------------------------- | ------ |
| Régions unies de Serbie                                         | 15     |
| Parti socialiste de Serbie - Parti des retraités unis de Serbie | 9      |
| Parti démocratie                                                | 8      |
| Liste « Napred Srbijo »                                         | 5      |
| Parti libéral-démocrate                                         | 2      |
| Autres                                                          | 1      |

Mladen Radosavljević a été réélu président de la municipalité.

## Culture
Parmi les institutions culturelles de la ville, on peut citer la Maison de la culture (Dom kulture), le Musée mémorial et la Bibliothèque nationale. Chaque année depuis quarante ans, Knjaževac organise un Festival culturel de la jeunesse serbe.

## Sport
Parmi les clubs de sport de Knjaževac, on peut signaler :
- le FK Timočanin Knjaževac, club de football ;
- le ŽRK Knjaževac, club de football féminin ;
- le KK Knjaževac, club de basket-ball ;
- le SK Midžor, club de ski alpin.

## Économie
En Serbie, la région de Knjaževac est réputée pour ses fruits, et particulièrement pour ses vignes, déjà mentionnées à l'époque romaine. Parmi les autres fruits, on peut citer les prunes, les mûres et, surtout, les cerises aigres, exportées principalement en Allemagne et au Royaume-Uni. Les activités agricoles de la région ont permis le développement des industries agro-alimentaires.
Parmi les activités industrielles ou manufacturières de Knjaževac, on peut également signaler les machines-outils, le textile, les meubles et les chaussures.

## Tourisme

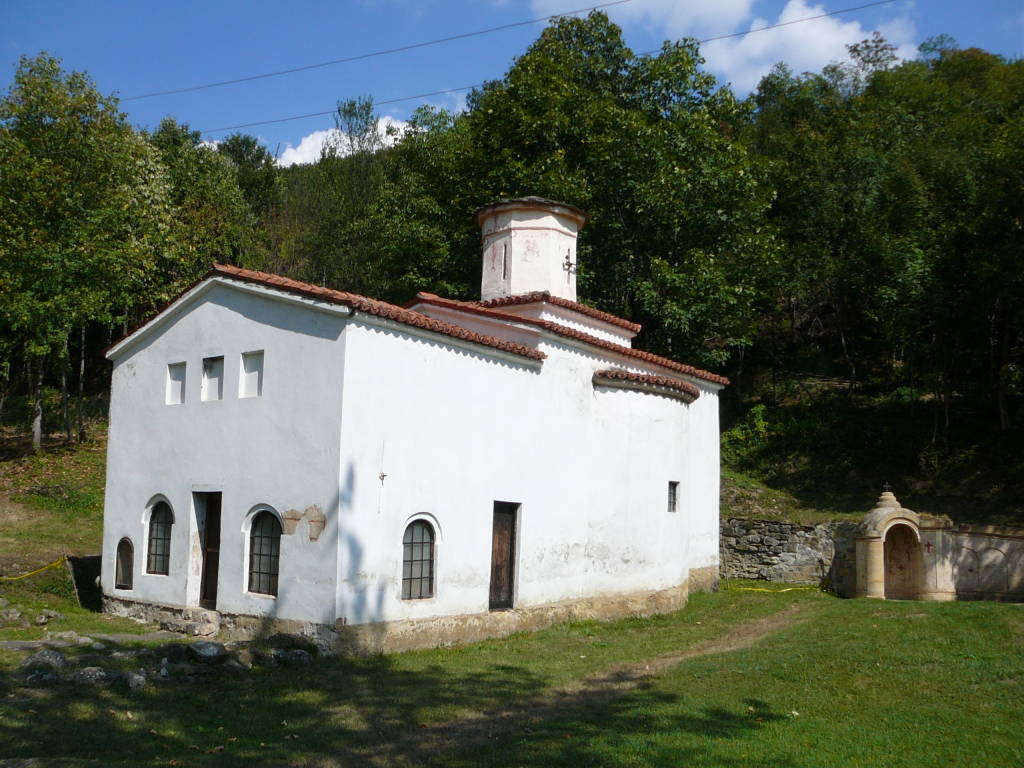
Le monastère de Gornja Kamenica

Knjaževac, situé dans une région montagneuse, offre de nombreux sites pour le tourisme « vert ». Sur le territoire de la municipalité se trouve également la station de ski de Babin zub.
Monuments culturels
- l'église de la Mère-de-Dieu de Donja Kamenica (premier quart du XIVe siècle)[9].

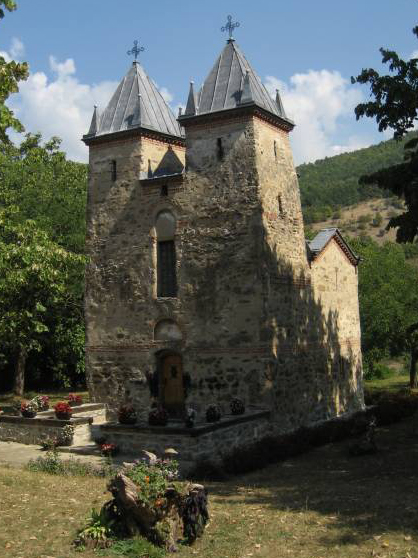
L'église de la Mère-de-Dieu de Donja Kamenica

## Personnalité
La mathématicienne et académicienne Mileva Prvanović est née dans le village de Žlne en 1929.

## Coopération internationale
Knjaževac a signé des accords de partenariat avec les villes suivantes :
- Brno Vinogradi (Tchéquie)